# Imphal
Imphal (bengáliul: ইম্ফল) az északkelet-indiai Manipur állam fővárosa. Lakosainak száma 265 ezer, az agglomerációé 414 ezer fő volt 2011-ben.
Imphal a mianmari határtól 60 kilométerre észagnyugatra, egy nagyon szép, a környező hegyek gyűrődésében rejtőző völgyben fekszik. A várost a külföldiek csak külön engedéllyel látogathatják. Repülőtere összeköttetésben áll Delhivel és Kalkuttával. 
A város legélénkebb része az Ima Keithel, ahol több mint háromezer nő gyűlik össze minden nap, hogy eladja a portékáját.
Imphal főtemploma, a Góvindadzsí, a bazártól délre található. A Krisna ünnepeken itt adják elő a kecses manipuri táncot. 

## Története
1944 februárja és júliusa között Imphalnál zajlott a második világháború ázsiai hadszínterének egyik fontos csatája. A japán csapatok célja az Imphalt Kohimával összekötő útvonal, és a két település elfoglalása volt, hogy folytathassák előrenyomulásukat India felé. Hónapokon át tartó küzdelem után a brit és brit indiai csapatok mind az imphali, mind a kohimai csatát megnyerték, és ezzel megállították Japán nyugati irányú terjeszkedését. Ezzel Imphal Burma visszafoglalásának kiindulópontja lett.

## Fordítás
Ez a szócikk részben vagy egészben  az   Imphal című angol Wikipédia-szócikk fordításán alapul.  Az eredeti cikk szerkesztőit annak laptörténete sorolja fel. Ez a jelzés csupán a megfogalmazás eredetét és a szerzői jogokat jelzi, nem szolgál a cikkben szereplő információk forrásmegjelöléseként.